# Phalacrostemma tenera
Phalacrostemma tenera är en ringmaskart som först beskrevs av Augener 1906.  Phalacrostemma tenera ingår i släktet Phalacrostemma och familjen Sabellariidae. Inga underarter finns listade i Catalogue of Life.